# Broken Crown Halo
Broken Crown Halo – siódmy album studyjny włoskiego zespołu muzycznego Lacuna Coil. Wydawnictwo ukazało się 1 kwietnia 2014 roku nakładem wytwórni muzycznej Century Media Records. Materiał był promowany teledyskami do utworów „I Forgive (But I Won't Forget Your Name)” i „Nothing Stands in Our Way”.
Album dotarł do 27. miejsca listy Billboard 200 w Stanach Zjednoczonych sprzedając się w nakładzie 13 tys. egzemplarzy w przeciągu tygodnia od dnia premiery. Płyta trafiła ponadto, m.in. na listy przebojów we Włoszech, Holandii, Japonii, Niemczech i Szwajcarii. 

## Lista utworów
Opracowano na podstawie materiału źródłowego.
| Nr  | Tytuł utworu                               | Długość |
| --- | ------------------------------------------ | ------- |
| 1.  | „Nothing Stands in Our Way”                | 04:07   |
| 2.  | „Zombies”                                  | 03:47   |
| 3.  | „Hostage to the Light”                     | 03:56   |
| 4.  | „Victims”                                  | 04:31   |
| 5.  | „Die & Rise”                               | 03:44   |
| 6.  | „I Forgive (But I Won't Forget Your Name)” | 03:56   |
| 7.  | „Cybersleep”                               | 04:26   |
| 8.  | „Infection”                                | 04:23   |
| 9.  | „I Burn in You”                            | 04:15   |
| 10. | „In the End I Feel Alive”                  | 04:21   |
| 11. | „One Cold Day”                             | 06:09   |
|     |                                            | 47:35   |

## Twórcy
Opracowano na podstawie materiału źródłowego.
| Zespół Lacuna Coil w składzie - Marco Coti Zelati – gitara basowa, instrumenty klawiszowe - Cristina Scabbia, Andrea Ferro – wokal prowadzący - Cristiano Mozzati – perkusja - Marco Biazzi, Cristiano Migliore – gitara |  | Inni - Media Logistics – oprawa graficzna - Kyle Hoffmann – inżynieria dźwięku - Howie Weinberg – mastering - Steve Prue – zdjęcia - Jay Baumgardner – produkcja muzyczna, miksowanie |